# Michel Khleifi
Michel Khleifi né le 3 novembre 1950 à Nazareth est un réalisateur palestinien. Il est notamment le réalisateur du film  Noce en Galilée en 1987.

## Biographie
Michel Khleifi est né à Nazareth, en Israël. Son père est communiste. À l'âge de treize ans, Michel assiste un menuisier israélien pendant les vacances, une expérience qui le traumatise à cause du racisme endémique.
À vingt ans, en 1970, il se rend à Bruxelles pour y suivre des cours à l'Institut national supérieur des arts du spectacle et des techniques de diffusion (INSAS). Il en sort diplômé en mise en scène de théâtre, radio et télévision en 1977.
Travaillant pour la télévision belge, il se voit confier la réalisation de reportages d'une heure pour l'émission A suivre, magazine hebdomadaire d'information. Il réalise alors de nombreux reportages. Pour la radio belge, il réalise et met en ondes plusieurs émissions.
En 1980, il tourne son premier long métrage, La Mémoire fertile (ar).
Sept ans plus tard, son film Noce en Galilée reçoit plusieurs prix, dont le Prix international de la critique au Festival de Cannes, la Coquille d'or au Festival international du film de San Sebastián et le Prix André Cavens.
Michel Khleifi enseigne à l'INSAS jusqu'à sa retraite.

## Filmographie
- 1980 : La Mémoire fertile (ar) (Al Dhakira al Khasba)
- 1985 : Ma'loul fête sa destruction
- 1987 : Noce en Galilée (Quinzaine des réalisateurs)
- 1990 : Cantique des pierres (Un certain regard, Cannes)
- 1993 : L'Ordre du jour
- 1996 : Mariages mixtes en Terre sainte
- 1996 : Le Conte des trois diamants (anglais Tale of the three Jewels, arabe Hikayat al-Jawahir al-Thalath) (Quinzaine des réalisateurs)
- 1998 : La fuite au paradis (spectacle théâtral), 1998
- 2003 : Route 181 : fragments d’un voyage en Palestine-Israël
- 2009 : Zindeeq